# 찰스 플라이셔
찰스 플라이셔(Charles Fleischer, 1950년 8월 27일 ~ )는 미국의 배우, 성우, 희극인이다.

## 출연 작품
- 디스토피아 (2013)
- 네거티브 스페이스 (2011)
- 퍼니 피플 (2009)
- 조디악 (2007)
- 발토 3 : 희망의 날개를 찾아서 (2004)
- 폴라 익스프레스 (2004)
- 4번째 테너 (2002)
- 발토 2 (2001)
- 빅 몬스터 온 캠퍼스 (2000, Boltneck)
- 퍼머넌트 미드나잇 (1998)
- 그라운드 콘트롤 (1998)
- 동물 농장 특공대 (1998)
- 그리드락 디 (1997)
- 로저 래빗 베스트 (1996)
- 더 드류 캐리 쇼 (1995)
- 크리프트 스토리 - 데몬 나이트 (1995)
- 마이 걸 2 (1994)
- 트레일 믹스-업 (1993)
- 공룡 대행진 (1993)
- 사랑의 카운셀러 (1992)
- 딕 트레이시 (1990)
- 빽 투 더 퓨쳐 2 (1989)
- 악령의 분신 (1988)
- 누가 로져 래빗을 모함했나 (1988)
- 컴퓨터 인간 (1986)
- 하우스 오브 굿 (1984)
- 나이트메어 (1984)
- 뉴욕의 사랑 (1982)
- 악마의 손 (1981)
- 다이 래핑 (1980)